# Luiz Zveiter
Luiz Zveiter (Niterói, 25 de janeiro de 1955) é um magistrado brasileiro. É desembargador do Tribunal de Justiça do Rio de Janeiro, do qual foi presidente durante o biênio 2009-2010. Foi corregedor geral da justiça pelo biênio 2007-2009. 
Foi presidente do Superior Tribunal de Justiça Desportiva, membro da Comissão de Estudos Jurídico-Desportivos do Ministério do Esporte e da comissão especial incumbida da elaboração do projeto que se converteu no CBJD.
É filho do ex-ministro do Superior Tribunal de Justiça Waldemar Zveiter, irmão do deputado federal Sergio Zveiter, além de pai do Rafael Zveiter (escritor), Flávio Zveiter (advogado), Felipe Zveiter (advogado) e da jornalista e repórter da TV Globo Luiza Zveiter.
Atualmente casado com Gabriela Zveiter e pai de Artur Zveiter e Maria Eduarda Zveiter. 

## Carreira
Luiz Zveiter formou-se em engenharia de produção pelas Faculdades Integradas de Recursos Humanos e Tecnologia em 1976, e em direito pela Universidade Gama Filho em 1980.
Foi advogado no Rio de Janeiro e no Distrito Federal, de 1980 até 1995.
Atuou na justiça desportiva, como juiz do Superior Tribunal de Justiça Desportiva da Confederação Brasileira de Voleibol no período de 1983 a 1989, tendo sido o presidente do tribunal de 1985 a 1989, e como auditor do Superior Tribunal de Justiça Desportiva da Confederação Brasileira de Futebol no período de 1990 a 1995.
Foi juiz do Tribunal Regional Eleitoral do Rio de Janeiro de 1988 a 1992, em vaga destinada a jurista, e conselheiro federal da Ordem dos Advogados do Brasil de 1991 a 1995.
Em 22 de março de 1995, tomou posse como juiz do Tribunal de Alçada Cível do Estado do Rio de Janeiro, pelo quinto constitucional da advocacia. Nessa época, seu irmão Sergio Zveiter era o presidente da OAB do Rio de Janeiro, e seu pai, Waldemar Zveiter, ocupava o cargo de ministro do Superior Tribunal de Justiça.
Em 5 de outubro de 1995, tornou-se desembargador do Tribunal de Justiça do Estado do Rio de Janeiro.
Foi presidente do Tribunal de Justiça do Rio de Janeiro durante o biênio 2009-2010.

## Maçonaria
Zveiter foi grão-mestre da Grande Loja Maçônica do Estado do Rio de Janeiro, eleito para os triênios 1992-1995 e 2001-2004.

## Controvérsias
Em 2005, decidiu sozinho anular 11 jogos do Brasileirão, em que foi constatada fraude na arbitragem, no esquema conhecido como Máfia do Apito. Disputados novamente, os jogos alteraram a disputa pelo título da primeira divisão. Já o Campeonato Brasileiro de Futebol de 2005 - Série B, mesmo também com partidas apontadas no escândalo como fraudadas, não teve jogos anulados.
Em 8 de abril de 2010, o Conselho Nacional de Justiça anulou o XLI Concurso para Tabelionatos do Estado do Rio de Janeiro, por ter considerado que Zveiter, então Corregedor-Geral da Justiça, favorecera uma amiga e uma ex-namorada, Flávia Mansur Fernandes e Heloísa Estefan Prestes. Zveiter alegou que não mantinha relações com Flávia Fernandes, e que não beneficiara as duas candidatas.
Em 2014 o ex-presidente do CNJ Bernardo Garcez mandou paralisar as obras do Tribunal Eleitoral do Estado do Rio de Janeiro, acusando seus antecessores Luiz Zveiter e Letícia Sardas de terem feito uma concorrência com preço excessivo e sem licença do Iphan. O projeto básico do prédio previa heliporto para uso dos magistrados.
O terreno foi devolvido à prefeitura do Rio por Garcez.  A Construtora Lopes Marinho Engenharia e Construção Ltda já recebera 12 milhões de reais pela obra realizada.
O Conselho Nacional de Justiça (CNJ) arquivou  por unanimidade, o processo disciplinar contra o desembargador Luiz Zveiter, ex-presidente do Tribunal de Justiça do Rio de Janeiro (TJ-RJ). O caso apurava se Zveiter havia favorecido a incorporadora Cyrela num processo judicial.
De acordo com a denúncia, instaurada em 2010, ele teria fornecido dados da incorporadora durante a análise do caso pelo TJ-RJ. Na ação, era questionado se a Cyrela seria proprietária de um terreno localizado na Barra da Tijuca, na capital fluminense. O plenário do CNJ considerou não haver provas suficientes de que houve o envolvimento de Zveiter. No total, foram 12 votos pela improcedência da ação no Conselho Nacional. Apenas o conselheiro Rogério Nascimento não votou no caso. Nascimento declarou-se impedido porque analisou o processo quando estava no Ministério Público (MP).
Corre também no CNJ denúncia de fraude em obra da Construtora Delta no Tribunal de Justiça do Rio.  O Tribunal de Contas do Estado fez um relatório pesado sobre a concorrência. O desembargador Luiz Zveiter é responsabilizado por ter sido o presidente do TJRJ que contratou a Delta. Revela o relatório do CNJ que o contrato de 174,8 milhões de reais, assinado em 2010 pelo então presidente do TJRJ Luiz Zveiter, foi aditivado quatro vezes mesmo sem qualquer acréscimo na obra; a Delta foi agraciada com aditivos superiores a 23% entre 2010 e 2012. Até o pagamento de impostos foi sonegado.